# Souren
Souren, Tchihr-Gouschnasp Souren ou Djihr-Veschnasb Suren, tué le 23 février 572 est un seigneur iranien qui fut marzban d'Arménie de 564 à 572,.

## Biographie
Il est membre de la Maison des Souren, l'un des sept grands clans parthes. Son parent, le roi sassanide Khosro Ier, le nomme marzban d'Arménie en 564, à la suite de Varazdat. La noblesse arménienne était partagée entre deux partis, les nationaux dont le chef était un Mamikonian et les pro-perses dont le chef était un Siouni. 
C'est à cette époque que Vahan, prince de Siounie, décide de se désolidariser de l'Arménie pour ne plus subir l'influence morale que les Mamikonian exerçaient sur toute l’Arménie par l’intermédiaire du catholicos résident à Dvin. Il demande à Khosro d'ériger sa capitale en métropole, et le roi accepte.
Outrepassant les instructions du roi, Souren décide ensuite d'imposer le mazdéisme à l'Arménie. Il fait construire un pyrée à Dvin et reprend la politique de coercition envers les chrétiens. Pour briser la résistance du parti national, il « se mit à tourmenter violemment les satrapes arméniens. Il s'appropriait les femmes des nobles, sans qu'aucun fût assuré de pouvoir conserver la sienne ». Il fit également assassiner Manouel II Mamikonian. Exaspérés, le clergé chrétien et les féodaux déclenchent une insurrection, conduite par Vardan Mamikonian, frère de Manouel, et du catholicos Hovhannès II Gabeghian, au cours de laquelle Souren est tué par Vardan Mamikonian.